# Función zeta de Epstein
La función zeta de Epstein ζQ(s) para una forma integral cuadrática positiva del tipo Q(m, n) = cm2 + bmn +an2 está definida por: 
{\displaystyle \zeta _{Q}(s)=\sum _{(m,n)\neq (0,0)}{1 \over Q(m,n)^{s}}.}
En esencia es un caso especial de las series reales analíticas de Eisenstein para un valor especial de z, dado que:
{\displaystyle Q(m,n)=a|mz+n|^{2}}
para
{\displaystyle z={-b \over 2a}+i{{\sqrt {4ac-b^{2}}} \over 2a}.}